# Wiktor Semjonowitsch Wilner
Wiktor Semjonowitsch Wilner (russisch Виктор Семёнович Вильнер; * 24. September 1925 in Leningrad; † 28. September 2017) war ein russischer Künstler. Er war der Begründer der Lithographenschule St. Petersburg und Professor an der dortigen Kunstakademie.
Wilners Bilder zeigen einen starken Bezug zu seiner Heimatstadt Sankt Petersburg, zu geschichtlichen Themen und zur klassischen russischen Literatur, etwa zu Puschkin, Gogol oder Dostojewskij. In Deutschland sind besonders seine Lithografien bekannt geworden, die das 1983 erschienene Buch der „Petersburger Erzählungen“ von Nikolai Gogol illustrieren.
Im Dresdner Verlag eikon Grafik-Presse erschien 1978 eine Mappe mit 10 Farblithographien (die Arbeiten entstanden 1976/77 unter dem Titel „Rostralsäulen“ und behandeln Motive der klassischen russischen Literatur, zu Werken von Puschkin, Gogol, Dostojewski).
Werke von Wiktor Wilner sind in zahlreichen bedeutenden Museen und Sammlungen der Welt vertreten, u. a. in der Tretjakow-Galerie in Moskau, im Russischen Museum Sankt Petersburg, im Internationalen Kunstzentrum Paris, im Museum of Modern Art in New York City und im Museum Moderner Kunst in Aachen.